# Карельский национальный краеведческий музей
Карельский национальный краеведческий музей знакомит посетителей с историей переселения карел на тверские земли.
Музей находится в г. Лихославль и с 1995 г. является филиалом Тверского государственного объединённого музея.

## История
Музей занимает нижний этаж двухэтажного деревянного купеческого дома второй половины XIX века.

## Экспозиция

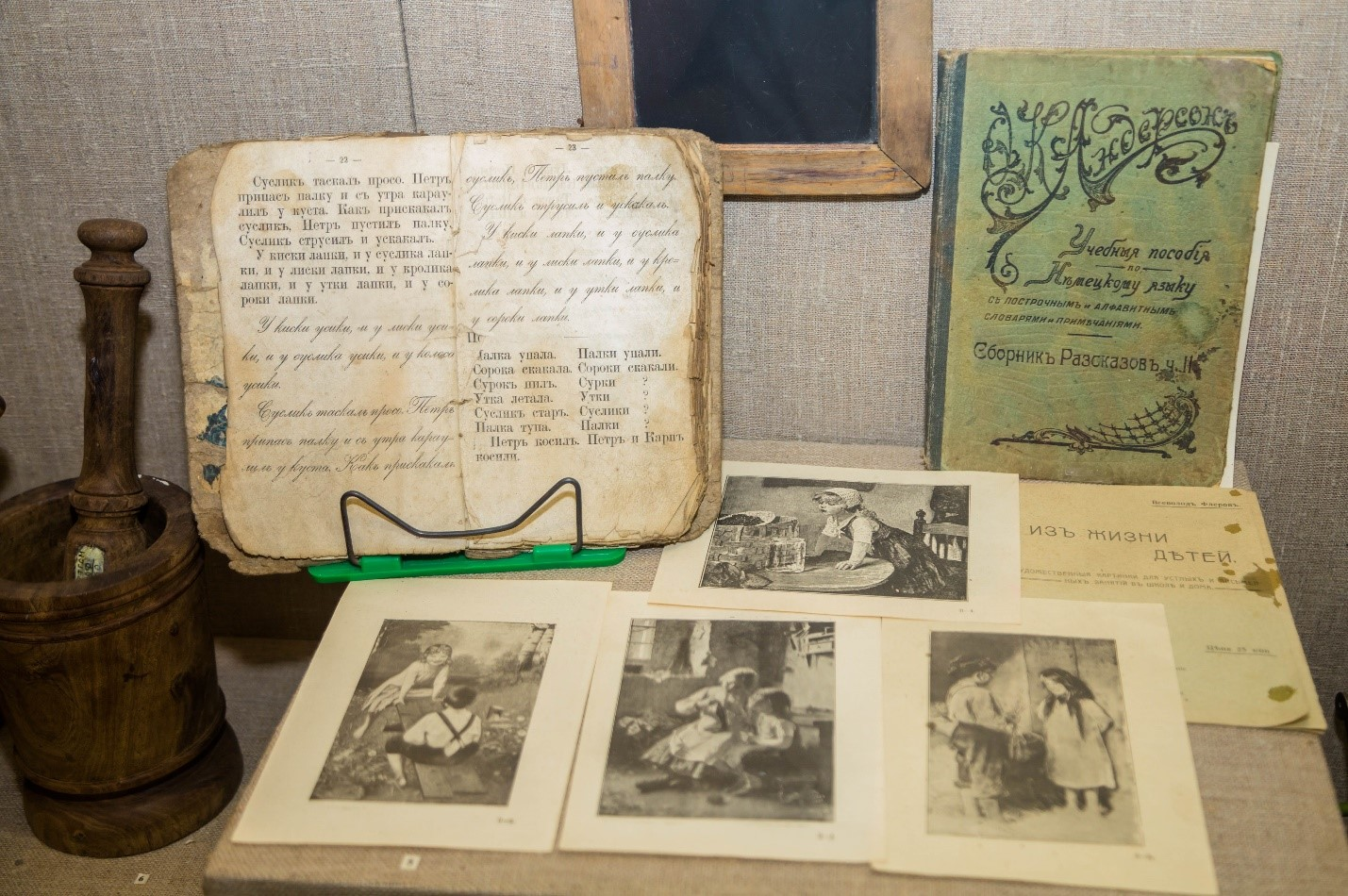
Фрагмент экспозиции Карельского краеведческого музея

Экспозиция размещена в двух залах. В основном большом зале музея представлена экспозиция «Культура и быт Лихославльского края конца XIX — начала XX вв.». При создании экспозиции использованы материалы, собранные в разные годы сотрудниками ТГОМ в экспедициях по карельским селам Тверского края. Древнейшее прошлое края представлено находками из разведывательных исследований и раскопок нескольких археологических памятников.
Основной раздел экспозиции рассказывает о хозяйстве, быте и культуре верхневолжских карел. Основным занятие карел всегда было земледелие. Большая часть экспонатов — орудия обработки земли — остались такими же, как сотни лет назад: двурогая соха с железным сошником для вспашки земли, борона-суковатка, коса-литовка, серп, цеп.
В экспозиции представлен интерьер карельской избы, который имел некоторые отличия от избы русского крестьянина.
Раздел, посвященный образованию и культуре края, позволяет познакомиться с различными предметами, переданными в музей потомками деятелей Осташковского земства. Это фотографии членов семьи помещиков Шантуриных, Обновленских, предметы мебели, личные вещи.

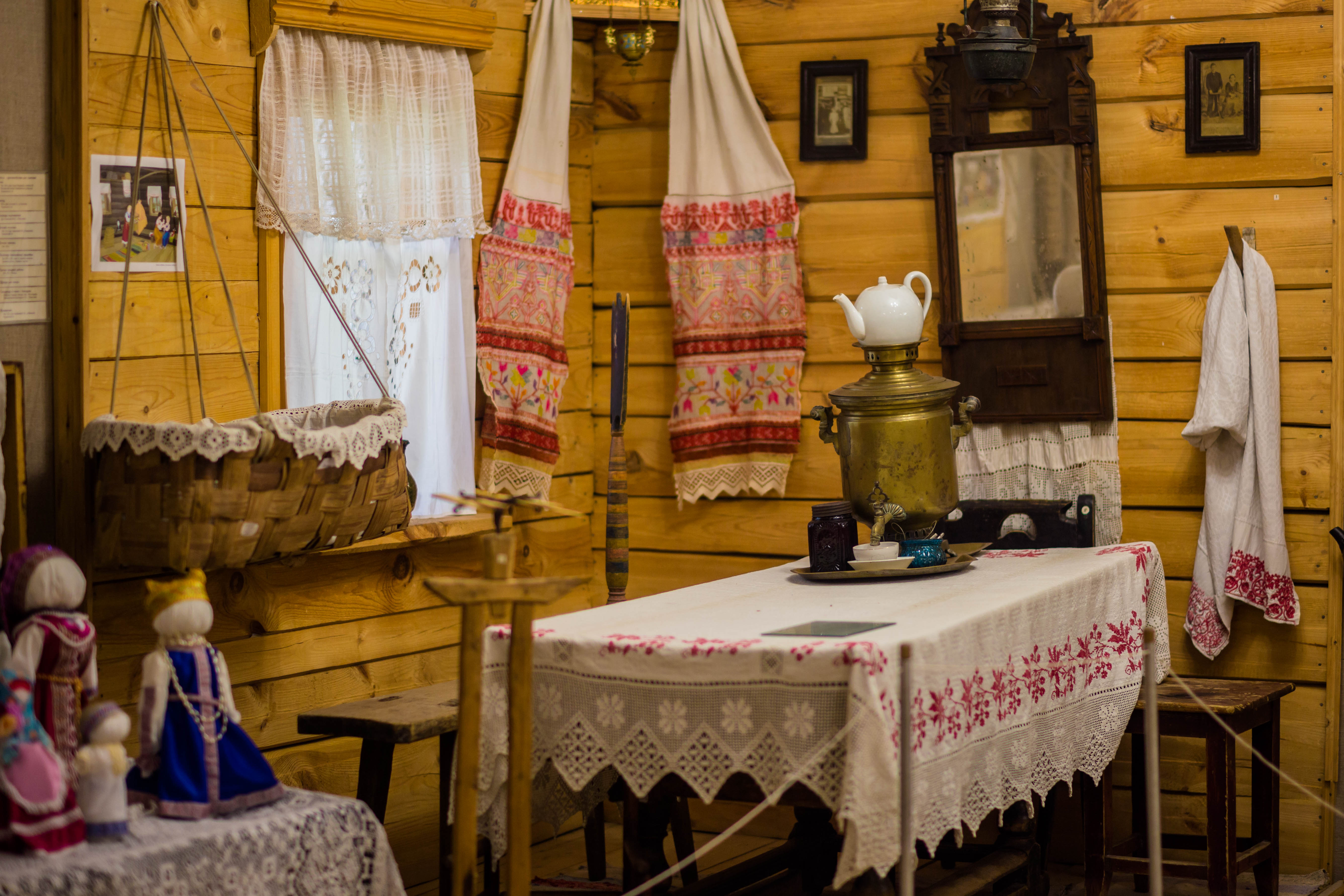
Экспозиция Карельского музея

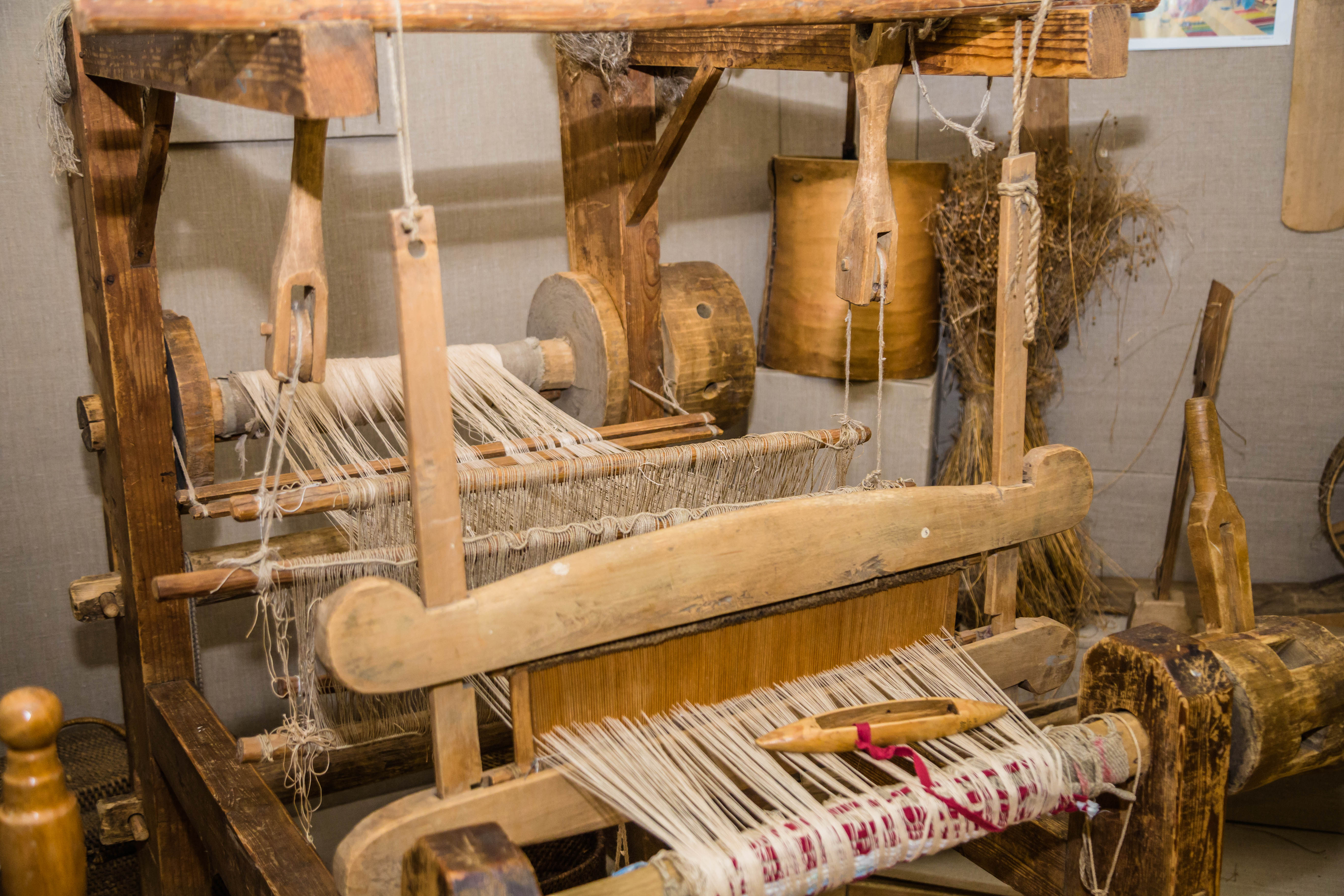
Станок из Карельского краеведческого музея

Музей регулярно проводит выставки-конкурсы. Наличие в музее просторного выставочного зала позволяет организовывать как выставки из фондов ТГОМ, так и из других музеев — Москвы, Тулы, Псковской области.

## История
1. Иофа Л. Е. Лихославль. Лихославльский район // Ученые записки МГУ. 1940.
2. Вып. 38. Города и районы Калининской области. М., 1978.
3. Головкин. А. Н. История Тверской Карелии. — Тверь, 1999. 169 с.
4. Головкин А. Н. Прошедшие через века. — Тверь, 1998. 134 с.
5. Головкин А. Н. Рождение карельской письменности. — Тверь, 2000. 90 с.
6. Мамченко П. Лихославль в годы Великой Отечественной // За коммунизм. — 1971.
7. Могильницкий А. Лихославль юбилейный // За коммунизм. — 1974.
8. Иванова Г. Фотоистория края // Наша жизнь. — 2000.
9. Яковлев Н. О житье-бытье пристанционном // Наша жизнь. — 1994.
10. Кузьмин В. Из архива краеведа Давыдова // За коммунизм. Лихославль, 1990.
11. Кузьмин В. Лихой град (происхождение топонима Лихославль) // Тверская Жизнь. 1991.
12. Кузьмин В. Голоса древних, ч. 1 [топонимика Лихославльского р-на] // Наша жизнь. Лихославль, 1992.
13. Кузьмин В. Голоса древних, ч. 2 [топонимика Лихославльского р-на] // Наша жизнь. Лихославль, 1992.
14. Вершинский А. Н. Города Калининской области. Калинин, 1939.
15. Города Тверской области. Вып. 1. Историко-архитектурные очерки (XI — начало XX века). СПб., 2000.